# Плач великого міста
«Плач великого міста» (англ. Cry of the City) — фільм нуар режисера Роберта Сіодмака, що вийшов на екрани в 1948 році. В основу сценарію фільму покладено роман Генрі Едварда Гелсетом «Стілець для Мартіна Роум». Фільм розповідає історію зіткнення двох «друзів дитинства з нью-йоркського гетто Мала Італія, які вибирають в житті два протилежних шляхи: один виростає в безжального гангстера (Річард Конте), а інший — в чесного поліцейського (Віктор Метьюр)». Помітна частина фільму знята на натурі на вулицях Нью-Йорка.
У 1949 році сценарист фільму Річард Мерфі був номінований на премію Гільдії письменників Америки за найкращий сценарій.

## Режисер і виконавці головних ролей
Роберт Сьодмак вважається одним з провідних режисерів фільму нуар. До числа його найкращих робіт у цьому жанрі відносяться картини «Леді-привид» (1944), «Підозрюваний» (1944), «Гвинтові сходи» (1945), «Вбивці» (1946), «Темне дзеркало» (1946) і " навхрест "(1949)

Річард Конте відноситься до числа найбільш затребуваних акторів фільму нуар. На його рахунку ролі в таких фільмах, як «Дзвонити Нортсайд 777» (1947), «Будинок незнайомців» (1949), «Воровське шосе» (1949), «Сплячий місто» (1950), «Синя гарденія» (1953), «Великий ансамбль» (1955) і багатьох інших. Пізніше він зіграв також у фільмах «Одинадцять друзів Оушена» (1960) і «Хрещений батько» (1972). Віктор Метьюр зіграв в таких значущих фільмах нуар, як «Нічний кошмар» (1941), «Жорстокий Шанхай» (1941) і «Поцілунок смерті» (1947). До числа найкращих картин Шеллі Вінтерс відносяться фільми нуар «Крадіжка» (1948), «Ніч мисливця» (1955), «Великий ніж» (1955), «Ставки на завтра» (1959), а також драми «Місце під сонцем» (1951), «Щоденник Анни Франк» (1959) і «Лоліта» (1962).

## Сюжет
Дія фільму відбувається в заселеному вихідцями з Італії бідному районі Нью-Йорка, званому Маленька Італія. Закоренілий злочинець Мартін Роум (Річард Конте) вбив в перестрілці поліцейського, після чого був серйозно поранений, схоплений і у важкому стані помістили в тюремну лікарню, де йому належить серйозна операція. У присутності батьків і численних родичів священик читає молитву біля ліжка у роумінгу. Можливості допитати у роумінгу очікують лейтенанти поліції Вітторіо Канделла (Віктор Метьюр), який виріс з ним в одному дворі і знає його з дитинства, і Джим Коллінз (Фред Кларк). Вночі в лікарні у роумінгу таємно відвідує молода дівчина Тіна Ріканте (Дебра Пейджет), але Роум відмовляється повідомити поліції її ім'я і мета візиту.
Після операції у роумінгу стає краще. Канделла і Коллінз допитують у роумінгу, розраховуючи з'ясувати його роль у справі місіс Де Грація, яку непізнані чоловік і жінка за допомогою тортур змусили віддати всі її коштовності, а потім задушили. Однак Роум відмовляється визнати свою участь в цій справі, а також, що в справі може бути замішана його таємнича знайома. Канделла запитує, звідки у роумінгу кільце Де Грація, але Роум відповідає, що виграв його в карти.
До Роум приходить адвокат Найлз (Беррі Крегер), який захищає одного з підозрюваних у вбивстві і пограбуванні Де Грація. Найлз вмовляє Роум взяти провину в цьому злочині на себе. Він каже, що у роумінгу загрожує електричний стілець за вбивство поліцейського, але якщо Роум допоможе йому в справі Де Грація, то Найлз доб'ється пом'якшення покарання, а також заплатить велику суму компенсації Тіні. Якщо ж Роум не погодиться з ним співпрацювати, Найлз підставить Тіну як співучасницю злочину. З розмови Роум здогадується, що адвокат має доступ до вкрадених коштовностей і відповідно пов'язаний зі справжніми злочинцями, і з люттю накидається на Найлз.
Роум вдається заручитися підтримкою самотньої медсестри середнього віку, яка працює в лікарні, міс Френсіс Прюетт. На його прохання міс Прюетт переправляє Тіні записку, в якій він пише, щоб Тіна негайно сховалася, оскільки її можуть заарештувати як співучасницю. Роум переводять в тюремну камеру. Побоюючись, що Найлз підставить його і Тіну в злочині проти Де Грація, Роум за допомогою працюючого в тюрмі літнього ув'язненого, який показав, як відкрити камеру і передав йому одяг, втікає з в'язниці.
Роум приходить до додому до батьків, однак його батько, дізнавшись, що син є закоренілим злочинцем, відмовляється з ним розмовляти і просить піти. Мати допомагає йому промити рани, годує його, дає новий одяг, але теж не схвалює його вчинки, і не дозволяє йому залишитися. Тим часом, в пошуках таємничої Тіни до батьків у роумінгу приходить Канделла. Він знайомий з ними з дитинства, і розраховує на їх допомогу в пошуках у роумінгу. У цей момент із сусідньої кімнати з'являється Роум, і погрожуючи Канделл зброєю, йде, але Канделла каже, що надовго сховатися йому все одно не вдасться. Канделла чує, як молодший брат Роум Тоні випадково проговорюється про те, де живе Тіна. Поліція не застає Тіну будинку, і влаштовує за її будинком спостереження. Незабаром там з'являється Тоні, який з найближчої аптеки зв'язується з роумінгу по телефону. Поліція ловить Тоні і відбирає у нього записку з номером телефону, з'ясовуючи, де може перебувати Тіна.
Під виглядом того, що готовий піти на співпрацю, Роум приходить в офіс Найлз. Під час зустрічі він дістає ніж і погрожуючи Найлз, дізнається ім'я співучасниця пограбування, а потім в пошуках грошей в таємному відсіку сейфа знаходить коштовності Де Грація. Найлз вихоплює захований пістолет і стріляє в роумінгу, але випадково потрапляє свою секретарку, яка гине на місці. Роум тут же вбиває Найлз ножем, забирає коштовності і пістолет, після чого йде.
Страждає від ран Роум кличе на допомогу свою стару подружку Бренду (Шеллі Вінтерс), яка з'ясовує для нього адресу співучасниця злочину проти Де Грація, яку звуть Роуз Гивенс. Бренда приїжджає до Роум на своїй машині. У салоні автомобіля йому стає зовсім погано, і він втрачає свідомість. Бренда знаходить підпільно практикуючого лікаря, доктора Вероффа, який прямо в автомобілі надає йому першу допомогу.
Бренда відвозить у роумінгу до Роуз Гивенс (Хоуп Емерсон), яка працює масажисткою в власному салоні. При зустрічі з Роум говорить їй, що він знає про те, що вона брала участь в пограбуванні Де Грація. Він також говорить, що Найлз віддав йому коштовності, які в даний момент знаходяться на вокзалі в камері схову, і завтра він готовий обміняти їх на автомобіль, 5 тисяч доларів готівкою і можливість вибратися з країни. Роуз погоджується і залишає у роумінгу у себе вдома на нічліг.
Знаючи, що Роум потребує медичної допомоги, вранці наступного дня Канделла збирає в ділянці і допитує всіх нелегально практикуючих лікарів, в тому числі Вероффа, який зізнається, що надавав допомогу у роумінгу, проте не може нічого сказати про його подальші дії.
Роум вирішує здати Роуз поліції, щоб зняти з себе і з Тіни підозра в справі Де Грація. Він дзвонить Канделл і повідомляє, де і коли можна затримати Роуз. Роуз приїжджає разом з роумінгу на своїй машині на вокзал. Погрожуючи Роум пістолетом, Роуз вимагає, щоб він видав їй коштовності. Вони разом проходять до камер схову на вокзалі, і коли він відкриває осередок і дістає пакет з коштовностями, до Роуз підходять двоє чоловіків у цивільному і намагаються її затримати. Виникає бійка, в ході якої Роуз стріляє в роумінгу, але випадково ранить підбігає Канделл, і в цей момент Роум встигає сховатися.
Канделла потрапляє в госпіталь, але незабаром тікає звідти, щоб продовжити переслідування у роумінгу. У пошуках його і Тіни Канделла прямує додому до медсестри Прюітт, яка допомагала у роумінгу. Мати медсестри проговорюється, що Тіна пішла на зустріч до церкви. Перед входом до церкви Роум розмовляє з братом Тоні. Він каже, що йому терміново потрібні гроші, і посилає Тоні додому, щоб той забрав заощадження матері, і приніс їх йому. Потім в церкві він зустрічається з Тіною, пропонуючи разом негайно бігти з країни, але вона відповідає, що він сильно змінився і бігти з ним вона не може. Роум каже, що залишився один, без грошей, без батьків і без дівчини, яку любив. У цей момент з'являється Канделла, виголошуючи промову, яка викриває злочини і порочність особистості у роумінгу. Потім він відправляє Тіну додому і збирається доставити у роумінгу в ділянку. Коли вони виходять з церкви, Роум віддає свій пістолет Канделл, але потім завдає йому сильного удару по голові, і, накульгуючи, намагається втекти. Канделла стріляє в нього і вбиває на очах у Тоні, який повернувся, будучи не в силах пограбувати власну матір. Коли прибуває поліція, Тоні допомагає пораненому Канделл сісти в машину і плаче.

## У ролях
- Віктор Метьюр — лейтенант Канделла
- Річард Конте — Мартін Роум
- Фред Кларк — лейтенант Коллінз
- Шеллі Вінтерс — Бренда Мартігейл
- Бетті Ґард — міс Прюетт
- Беррі Крегер — адвокат Найлз
- Томмі Кук — Тоні Роум
- Дебра Пейджет — Тіна Ріканте
- Говп Емерсон — Ровз Гівенс

## оцінка критики
Після виходу на екрани фільм отримав майже одностайно високу оцінку. А. Х. Вейлер в «Нью-Йорк таймс» був захоплений фільмом, назвавши його «напруженою і похмуро реалістичною мелодрамою», «міцної і жорсткої історією з серцем і громадянської гордістю», зазначивши, що він "може бути часом різким, але його сенс, історія та актори повністю досягають мети ". Журнал «Variety» охарактеризував його як «захоплюючий художній фільм, який переконливо зроблений, вловлюючи кожен момент сильного екшна і напруженості» і як «потужний саспенс з переслідуванням». Сучасні критики також оцінили фільм дуже високо. Денніс Шварц назвав картину «чудовим фільмом нуар, пристрасно поставленим Робертом Сіодмаком». Крейг Батлер зазначив, що цей «фільм нуар в стилі» документальна драма «- захоплюючий і складний кримінальний фільм, який принесе задоволення любителям нуара».
У своїй рецензії Вейлер підкреслив, що фільм відноситься до «документальної школи художнього кіно, вираженої в фільмах таких студій „Двадцяте століття Фокс“, як „Поцілунок смерті“, „Дзвонити Нортсайд 777“ і „Бумеранг“. Як і в цих картинах, автентичність місця дії і розмов, а також дуже точні психологічні образи, створені зірками і акторами другого складу, забезпечують переконливість і чимале хвилювання при розкритті цієї, в цілому знайомої теми». Журнал «TimeOut» зазначає, що «знайома за фільмами 1930-х років тема поліцейського і злочинця, у яких було однакове безправне дитинство в Малій Італії Нью-Йорка», знаходить настільки потужне метафізичне звучання і "виявляється в буквальному сенсі плачем великого міста, коли поранений гангстер (приголомшливо зіграв Конте) здійснює втечу до останніх кількох годинах свого життя, залишаючи за собою зловісний слід вбивств, болю і зради ". Високо оцінивши фільм, «TimeOut» продовжує: "Рідко коли жорстока злидні життя міста представлена настільки вражаючим чином, це стосується як яскравого зображення життя в гетто, так і приголомшливою демонстрації морального розкладання, яке розкривається протягом ночі (слизький адвокат, обробляє темні справи, жахлива садистка-масажистка, порочне підпільний лікар-біженець, який робить аборти і т. д.) ".
Багато критики звернули увагу на високий рівень режисерської роботи Роберта Сіодмака. «TimeOut» називає фільм «захоплюючим прикладом здатності Сіодмака не тільки успішно переробити посередній матеріал, але надати натурних зйомок відчуття студійного нуара». «Variety» зазначає, що «вміння Сіодмака доводити мелодраматичні збудження до публіки реалізовано в цьому фільмі в повному обсязі». Денніс Шварц вважає, що «Сіодмак робить свою роботу чудово», називаючи його фільм «кінематографічної поезією темних, залитих дощем міських вулиць і постійного шуму міського руху і поліцейських сирен, що створюють атмосферу урбаністичного пейзажу». Шварц продовжує: «Сіодмак, який, за його власними словами, набагато краще відчував себе при роботі в студії, тут ідеально використовує живі натурні зйомки для додання фільму потужного відчуття напівдокументальний, при цьому зберігаючи властивий його творчості фірмовий експресіоністський студійний вид». Крейг Батлер називає постановочну роботу Сіодмака «майстерні, напруженої і гострої», зазначивши також, що утримувати публіку в напрузі від початку і до кінця йому «допомагає чудова операторська робота Ллойда Ахерна і Фреда серсо».
Вейлер наступним чином характеризує двох основних персонажів фільму: "Хоча обидва вийшли з одного і того ж району — нью-йоркської Малої Італії — Роум описаний як спочатку розумний злочинець, який, не будучи відвертим лиходієм, не зупиниться перед тим, щоб використовувати кого завгодно заради своїх низьких цілей. Канделла, з іншого боку, це розумний, працьовитий і повністю правильний офіцер, якого не зламала навколишнє оточення ". Вейлер дав дуже високу оцінку обом виконавцям головних ролей, написавши, що гангстер "у виконанні Річарда Конте НЕ постає як крикливий, що розмахує пістолетом хвалько. Але будучи дійсно неприборканим і жорстоким вбивцею, він майстерно користується словами для створення підкреслено стриманого образу по-справжньому небезпечного злочинця". Батлер також дотримується думки, що Сіодмаку в успіху фільму «величезну допомогу надали актори на чолі з неймовірно зіграв Річардом Конте». Він пише: "Конте ідеально передає властивості чарівною змії; дійсно, публіка співчуває йому протягом майже всієї картини, не дивлячись на те, що він небезпечний злочинець. Конте привертає глядача на свою сторону, і тільки в кінці глядач розуміє, що він попався на його вудку так само легко, як і персонажі цього фільму".
Шварц вважає, що хоча в центрі фільму знаходиться відмінна гра Конте, проте, «Метьюр теж чудовий». Вейлер пише, що хоча «деякий час назад Метьюр підозрювали в обмеженості таланту, цього разу він видає повністю задовільну роботу як чесний і добрий коп, який добре знає не тільки свою справу, а й тих людей, яких він вистежує». З ним згоден і Батлер, вказуючи, що «Метьюр видає напрочуд відмінну гру, можливо, найкращу в своїй кар'єрі».
Критики одностайні і в високій оцінці гри акторів другого плану. Вейлер пише, що серед них "звертають на себе увагу Хоуп Емерсон, що прийшла з бродвейській сцени амазонка з тонкими губами, що грає міцну і жорстку масажистку, яку Конте видає поліції; Беррі Крегер в ролі підступного і невдачливого темного ділка і адвоката, а також Шеллі Вінтерс, яка, як пише «Variety», «запально грає дівчину, яка везе вбивцю по вулицях Нью-Йорка …». Батлер називає роботу Емерсон «незабутньою, коли вона грає в кішки-мишки з Конте», а гру Крегер — «пам'ятної» в ролі «мерзенного адвоката». Шварц взагалі вважає, що Емерсон «зіграла одну з найбільших зловісних і аморальних ролей лиходіїв всіх часів».